# بل نونز
بل نونز (انگلیسی: Bel Nunes؛ زادهٔ ۱۲ مهٔ ۱۹۶۶) بازیکن فوتبال اهل برزیل است.
وی همچنین در تیم ملی فوتبال زنان برزیل بازی کرده‌است.